# Barycholos pulcher
Barycholos pulcher е вид жаба от семейство Strabomantidae. Видът не е застрашен от изчезване.

## Разпространение
Разпространен е в Еквадор.